# Am Großen Bruch
Am Großen Bruch település Németországban, azon belül Szász-Anhalt tartományban. Lakosainak száma 2064 fő (2023. december 31.).

## Népesség
A település népességének változása:
| Lakosok száma | 2269 | 2096 | 2063 | 2050 | 2029 | 2064 |
|               | 2014 | 2017 | 2019 | 2021 | 2022 | 2023 |